# Petropavlivska Sloboda, Hluhiv
Petropavlivska Sloboda (în ucraineană Петропавлівська Слобода) este un sat în comuna Banîci din raionul Hluhiv, regiunea Sumî, Ucraina.

## Demografie
Componența lingvistică a localității Petropavlivska Sloboda
     Ucraineană (90,91%)
     Rusă (9,09%)
Conform recensământului din 2001, majoritatea populației localității Petropavlivska Sloboda era vorbitoare de ucraineană (90,91%), existând în minoritate și vorbitori de rusă (9,09%).